# Lacase
As lacases são enzimas oxidantes que possuem cobre, e que são encontradas em muitos fungos e diversos micro-organismos. O cobre está ligado em vários sítios; Tipo 1, Tipo 2 e/ou tipo 3. Acredita-se que as lacases desempenham um papel na formação de lignina, promovendo o acoplamento oxidativo de monolignois, uma família de fenóis que ocorrem naturalmente.